# Marshall, North Carolina
Marshall är administrativ huvudort i Madison County i North Carolina. Orten har fått sitt namn efter John Marshall. Enligt 2010 års folkräkning hade Marshall 872 invånare.